# Rio Mahajamba
O 'rio Mahajamba' é um rio de Madagascar. Tem um comprimento de 298 km e atravessa a região de Sofia.
O Parque Nacional de Ankarafantsika fica na beira do rio Mahajamba.